# A Real Madrid CF 2006–2007-es szezonja
A Real Madrid CF 2006–2007-es szezonja a csapat 103. idénye volt fennállása óta, sorozatban a 76. a spanyol első osztályban.

## Mezek
Gyártó: Adidas/
mezszponzor: BenQ-Siemens
| Hazai |  | Vendég |  | Harmadik |

## Átigazolások

### Érkezők
| Mezszám | Poz. | Nemzet   | Név                 | Kor | EU          | Honnan            | Szerződés megnevezése | Átigazolási időszak | Szerződés vége | Átigazolás összege | Forrás |
| ------- | ---- | -------- | ------------------- | --- | ----------- | ----------------- | --------------------- | ------------------- | -------------- | ------------------ | ------ |
| 5       | V    | olasz    | Fabio Cannavaro     | 32  | EU          | Juventus          | átigazolás            | nyár                | 2009           | 10M €              |        |
| 8       | KP   | brazil   | Emerson             | 29  | EU          | Juventus          | átigazolás            | nyár                | 2009           | 10M €              |        |
| 17      | CS   | NED      | Ruud van Nistelrooy | 30  | EU          | Manchester United | átigazolás            | nyár                | 2009           | 15M €              |        |
| 6       | KP   | MLI      | Mahamadou Diarra    | 25  | EU-n kívül  | Lyon              | átigazolás            | nyár                | 2011           | 26M €              |        |
| 19      | KP   | spanyol  | José Antonio Reyes  | 22  | EU          | Arsenal           | kölcsönbe             | nyár                | 1 évre         | kölcsön            |        |
| 16      | KP   | argentin | Fernando Gago       | 22  | EU          | Boca Juniors      | átigazolás            | tél                 | 2013           | 20M €              |        |
| 20      | CS   | argentin | Gonzalo Higuaín     | 18  | EU          | River Plate       | átigazolás            | tél                 | 2013           | 13M €              |        |
| 12      | V    | •        | Marcelo             | 18  | EU-n kívüli | Fluminense        | átigazolás            | tél                 | 2013           | 6.5M €             |        |

Összes kiadás: 110,5M €

### Távozók
| Mezszám | Poszt | Nemzet  | Név             | Kor | EU | Hová  | Szerződés megnevezés | Ár     |
| ------- | ----- | ------- | --------------- | --- | -- | ----- | -------------------- | ------ |
| 5       | KP    | francia | Zinédine Zidane | 34  | EU |       | visszavonult         |        |
| 9       | CS    | Brazil  | Ronaldo         | 32  | EU | Milan | átigazolás           | 7.5M € |

Összes bevétel:  11.8M €

## La Liga
Győzelem
      Döntetlen
      Vereség
| Forduló | Ellenfél               | H/V | Eredmény |
| ------- | ---------------------- | --- | -------- |
| 1       | Villarreal             | H   | 0–0      |
| 2       | Levante                | V   | 1–4      |
| 3       | Real Sociedad          | H   | 2–0      |
| 4       | Real Betis             | V   | 0–1      |
| 5       | Atlético Madrid        | H   | 1–1      |
| 6       | Getafe                 | V   | 1–0      |
| 7       | Barcelona              | H   | 2–0      |
| 8       | Gimnàstic              | V   | 1–3      |
| 9       | Celta Vigo             | H   | 1–2      |
| 10      | Osasuna                | V   | 1–4      |
| 11      | Racing Santander       | H   | 3–1      |
| 12      | Valencia               | V   | 0–1      |
| 13      | Athletic Bilbao        | H   | 2–1      |
| 14      | Sevilla                | V   | 2–1      |
| 15      | Espanyol               | V   | 0–1      |
| 16      | Recreativo Huelva      | H   | 0–3      |
| 17      | Deportivo de La Coruña | V   | 2–0      |
| 18      | Zaragoza               | H   | 1–0      |
| 19      | Mallorca               | V   | 0–1      |

| Forduló | Ellenfél               | H/V | Eredmény |
| ------- | ---------------------- | --- | -------- |
| 20      | Villarreal             | H   | 1–0      |
| 21      | Levante                | V   | 0–1      |
| 22      | Real Sociedad          | V   | 1–2      |
| 23      | Real Betis             | H   | 0–0      |
| 24      | Atlético Madrid        | V   | 1–1      |
| 25      | Getafe                 | H   | 1–1      |
| 26      | Barcelona              | V   | 3–3      |
| 27      | Gimnàstic              | H   | 2–0      |
| 28      | Celta Vigo             | V   | 1–2      |
| 29      | Osasuna                | H   | 2–0      |
| 30      | Racing Santander       | V   | 2–1      |
| 31      | Valencia               | H   | 2–1      |
| 32      | Athletic Bilbao        | V   | 1–4      |
| 33      | Sevilla                | H   | 3–2      |
| 34      | Espanyol               | H   | 4–3      |
| 35      | Recreativo Huelva      | V   | 2–3      |
| 36      | Deportivo de La Coruña | H   | 3–1      |
| 37      | Zaragoza               | V   | 2–2      |
| 38      | Mallorca               | H   | 3–1      |

## Bajnokok-ligája

### 1. mérkőzések
| 2007. február 20. 20:45 |

| Real Madrid                     | 3–2               | Bayern München           |
| ------------------------------- | ----------------- | ------------------------ |
| Raúl 10' 28' van Nistelrooy 34' | (3–1) Jegyzőkönyv | Lúcio 23' van Bommel 88' |

| Santiago Bernabéu stadion, Madrid Nézőszám: 80 300 Játékvezető: Frank De Bleeckere (belga) |

### 2. mérkőzések
| 2007. március 7. 20:45 |

| Bayern München      | 2–1               | Real Madrid                   |
| ------------------- | ----------------- | ----------------------------- |
| Makaay 1' Lúcio 66' | (1–0) Jegyzőkönyv | van Nistelrooy 83' (11-esből) |

| Fussball Arena München, München Nézőszám: 69 500 Játékvezető: Ľuboš Micheľ (szlovák) |

## Végeredmény
Utoljára frissítve 2007. június 17.
| Hely | Csapat                  | M  | Gy | D  | V  | Rg | Kg | Gk  | P  |
| ---- | ----------------------- | -- | -- | -- | -- | -- | -- | --- | -- |
| 1    | Real Madrid             | 38 | 23 | 7  | 8  | 66 | 40 | +26 | 76 |
| 2    | FC Barcelona            | 38 | 22 | 10 | 6  | 78 | 33 | +45 | 76 |
| 3    | Sevilla FC              | 38 | 21 | 8  | 9  | 64 | 35 | +29 | 71 |
| 4    | Valencia CF             | 38 | 20 | 6  | 12 | 57 | 42 | +15 | 66 |
| 5    | Villarreal CF           | 38 | 18 | 8  | 12 | 48 | 44 | +4  | 62 |
| 6    | Zaragoza                | 38 | 16 | 12 | 10 | 55 | 43 | +12 | 60 |
| 7    | Atlético Madrid         | 38 | 17 | 9  | 12 | 46 | 39 | +7  | 60 |
| 8    | Recreativo de Huelva    | 38 | 15 | 9  | 14 | 54 | 52 | +2  | 54 |
| 9    | Getafe CF               | 38 | 14 | 10 | 14 | 39 | 33 | +6  | 52 |
| 10   | Racing de Santander     | 38 | 12 | 14 | 12 | 42 | 48 | -6  | 50 |
| 11   | RCD Mallorca            | 38 | 14 | 7  | 17 | 41 | 47 | -6  | 49 |
| 12   | RCD Espanyol            | 38 | 12 | 13 | 13 | 46 | 53 | -7  | 49 |
| 13   | Deportivo de La Coruña  | 38 | 12 | 11 | 15 | 32 | 45 | -13 | 47 |
| 14   | CA Osasuna              | 38 | 13 | 7  | 18 | 51 | 49 | +2  | 46 |
| 15   | Levante UD              | 38 | 10 | 12 | 16 | 37 | 53 | -16 | 42 |
| 16   | Real Betis              | 38 | 8  | 16 | 14 | 36 | 49 | -13 | 40 |
| 17   | Athletic Club de Bilbao | 38 | 10 | 10 | 18 | 44 | 62 | -18 | 40 |
| 18   | Celta de Vigo           | 38 | 10 | 9  | 19 | 40 | 59 | -19 | 39 |
| 19   | Real Sociedad           | 38 | 8  | 11 | 19 | 32 | 47 | -15 | 35 |
| 20   | Gimnàstic de Tarragona  | 38 | 7  | 7  | 24 | 34 | 69 | -35 | 28 |

|  | UEFA-bajnokok ligája főtábla        |
|  | UEFA Bajnokok Ligája 3.Selejtezőkör |
|  | UEFA-kupa Első forduló              |
|  | Intertotó-kupa                      |
|  | Kiesők a spanyol másodosztályba     |

M = Játszott mérkőzések; Gy = Győzelem; D = Döntetlen; V = Vereség; Rg = Rúgott gólok; Kg = Kapott gólok; Gk = Gólkülönbség; P = Pontszám
| La Liga 2006-07-es Győztes |
| -------------------------- |
| Real Madrid 30. cím        |

## Pichichi-trófea

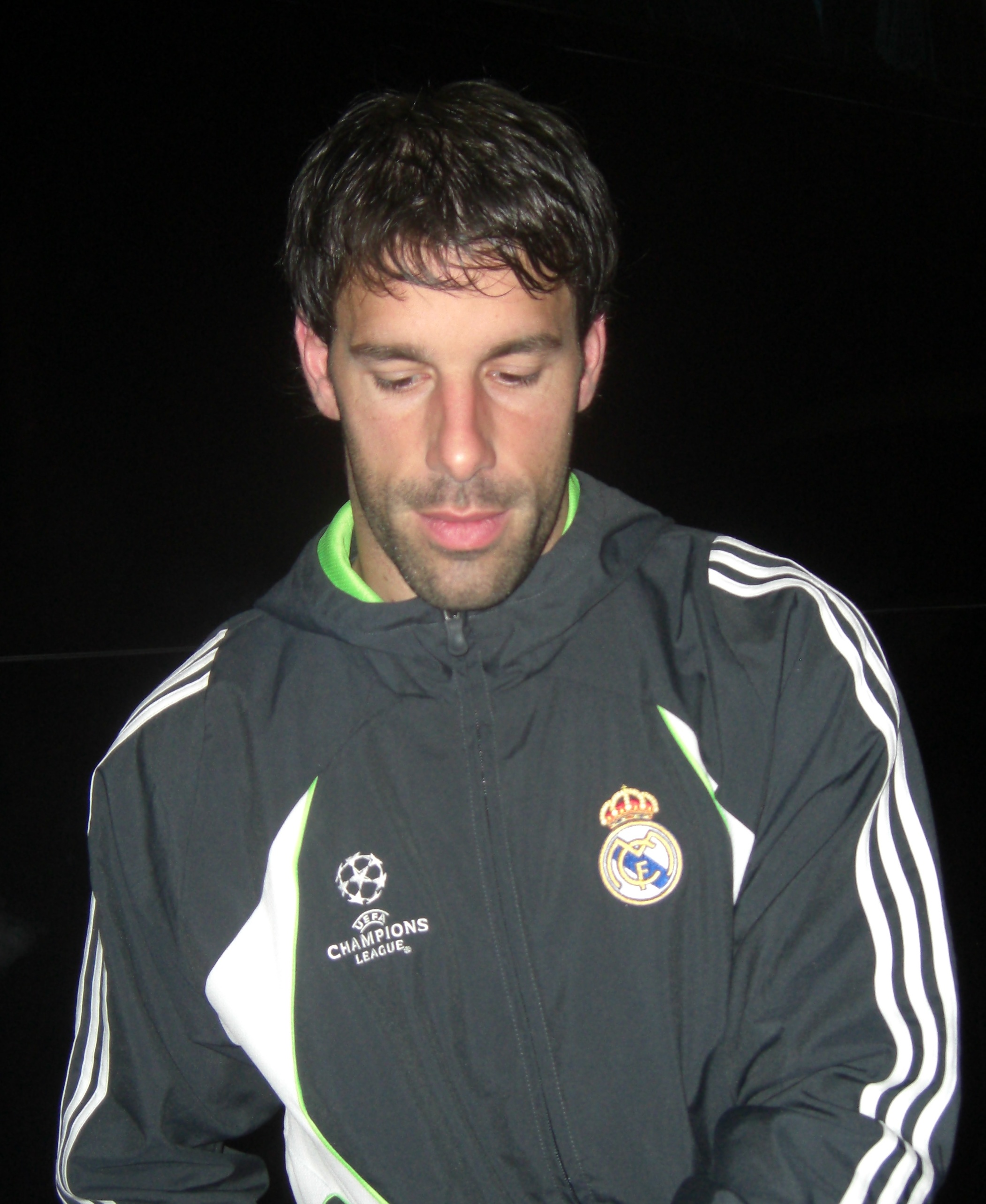
Van Nistelrooy Pichichi-trófeát nyert.

| Szezon  | Játékos             | Nemzetiség | Klub        | Gólok | jegyzet |
| ------- | ------------------- | ---------- | ----------- | ----- | ------- |
| 2006–07 | Ruud van Nistelrooy | Hollandia  | Real Madrid | 25    | [ 5 ]   |